# Virginia Man-Yee Lee

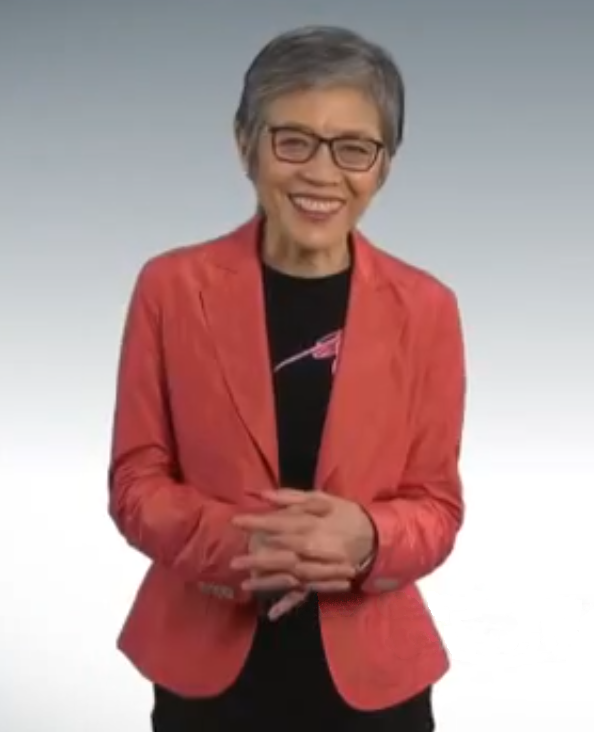
Virginia Man-Yee Lee

Virginia Man-Yee Lee (* 1945 in Chongqing) ist eine chinesisch-US-amerikanische Neuropathologin und Immunbiologin.
Virginia M.-Y. Lee wuchs in Hongkong auf und hat einen Abschluss in Musik (Piano) an der Royal Academy of Music (1964, sie war seit 1962 in London) und studierte Chemie an der University of London mit dem Bachelor-Abschluss 1967 und Biochemie mit dem Master-Abschluss 1968. Sie wurde 1973 an der University of California, San Francisco, in Biochemie promoviert und war als Post-Doktorandin am Rudolf Magnus Institut für Pharmakologie der Universität Utrecht und 1974 bis 1979 in der Abteilung Neuropathologie des Children’s Hospital Medical Center und der Harvard Medical School in Boston.  Außerdem hat sie einen M.B.A. der Wharton School (1984). 1979/80 war sie bei der Pharmafirma Smith-Kline & French in Philadelphia und ab 1981 war sie Assistant Professor (Forschung) an der University of Pennsylvania Perelman School of Medicine, ab 1986 Associate Professor (Forschung) und ab 1990 als Forschungsprofessorin und ab 1993 als Professorin für Pathologie und Labormedizin. Sie ist dort seit 1999 John H. Ware 3rd Endowed Professor in Alzheimer's Research und Direktorin des  Center for Neurodegenerative Disease Research und Ko-Direktorin des Marian S. Ware Alzheimer Drug Discovery Program.
Sie befasst sich mit neurodegenerativen Erkrankungen wie Alzheimer-Krankheit, Parkinson-Krankheit, ALS, Frontotemporallappen-Degeneration (FTLD), Tauopathien, Synucleinopathie, TDP 43-Proteinopathie und dabei beteiligter Proteine wie Tau-Protein, Synuclein und TDP-43, das sie entdeckte. Sie fand, dass die Ansammlung von Proteinen wie Tau, Alpha-Synuclein und TDP-43 ein gemeinsames Merkmal vieler neurodegenerativer Erkrankungen insbesondere im Alter ist. Außerdem untersucht sie das neuronale Zytoskelett.
1997 erhielt sie den Rita Hayworth Award für ihre Alzheimerforschung und 2009 einen Preis für ihr Lebenswerk in der Alzheimer-Forschung von der Alzheimer Foundation. 2012 erhielt sie den Pasarow Award in Neuropsychiatrie und den John Scott Award. Für 2020 ist sie eine der Preisträger für den Breakthrough Prize in Life Sciences für die Entdeckung von TDP 43. Sie ist Mitglied der American Academy of Arts and Sciences (2013), der National Academy of Sciences (2025) und des Institute of Medicine (ab 2006, heute National Academy of Medicine). Seit 2022 zählt der Medienkonzern Clarivate sie aufgrund der Zahl der Zitationen zu den Favoriten auf einen Nobelpreis (Clarivate Citation Laureates).
Lee war seit 1979 und bis zu dessen Tod mit John Trojanowski (1946–2022) verheiratet, mit dem sie auch wissenschaftlich zusammenarbeitete und auch in wissenschaftliche Dispute involviert war, was auch Niederschlag in einem Kapitel des Buches The Hidden Brain (2010) von Shankar Vedantam fand.